# Luis Aroz Pascual
Luis Aroz Pascual, Frère Léon de Marie, (Ágreda, 25 de agosto de 1912 - Bujedo, 16 de noviembre de 2007) fue un religioso, escritor e investigador español.

## Reseña biográfica
Luis Aroz Pascual (nombre completo Luis Aurelio Antonio Aroz Pascual) nació el 25 de agosto de 1912 en Ágreda (Soria), actual Comunidad Autónoma de Castilla y León, y falleció en la Casa de La Salle en Bujedo (Burgos) el 16 de noviembre de 2007.
Fue religioso del Instituto de los Hermanos de las Escuelas Cristianas (La Salle), autor de numerosas publicaciones, investigador especializado en historia y antropología religiosa del siglo XVII, y sobre sigilografía española. Está considerado el más brillante historiador de la vida de san Juan Bautista de la Salle, fundador de dicho Instituto, habiendo realizado una contribución ampliamente reconocida en los campos citados que forma parte del registro histórico de dichas disciplinas científicas.
Era el tercero de los cuatro hijos del matrimonio de Jorge Aroz Ruiz y Andresa Pascual Cintora. El apellido Aroz y la procedencia paterna era de origen francés, proviniendo de la Maison d'Aroz, una antigua familia ya extinguida en Francia, de la región del Franco-Condado (el histórico Condado de Borgoña)  —donde todavía existe la Villa de Aroz—, vinculado a España en dos etapas durante cuatro siglos. El linaje español se inicia por un miembro de la familia que pasó a España durante la Reconquista en la Edad Media, en la Cruzada organizada en torno al rey Alfonso I de Aragón para la conquista de Zaragoza y del Valle del Ebro el año 1118, y se estableció en Ágreda tras su conquista por el rey aragonés en 1119. Actualmente viven en España 267 personas (INE, 2015) de las distintas ramas formadas, residentes en su mayoría en Aragón y Castilla y León.
Luis Aroz Pascual vivió buena parte de su vida religiosa en Francia, donde también llevó a cabo prioritariamente su labor como investigador, puesto que el grueso de su obra fue como historiador del Instituto de La Salle y su fundador, nacido en Reims.
A los 13 años de edad sus padres, orientados por Bernardo Aroz Ruiz, hermano de su padre y sacerdote —futuro vicario general de la Diócesis de Tarazona (Aragón) y deán de su Catedral—, le enviaron para realizar sus estudios a La Salle de Irún (País Vasco) junto con su hermano José, donde mostró vocación religiosa, y cumplidos los 16 años se traslada a la Casa Generalicia de la Institución —la sede del gobierno central y de los servicios generales, que en los siglos siglo XVII al siglo XIX estuvo ubicada en Francia (Rouen, Lyon, y París) y desde 1937 en Roma—, que en aquel momento estaba en Lembeek-lez-Hall (Bélgica) y donde funcionaba un Noviciado. 
El 6 de octubre de 1928 finaliza su preparación de novicio, toma el hábito y adopta como nombre religioso Frère Léon de Marie. El 7 de octubre de 1929 hace su primera profesión y prosigue sus estudios de Teología en Bettange (Luxemburgo), donde realiza el 15 de agosto de 1934 los votos trienales y el 5 de agosto de 1937 la profesión perpetua en Momignies (Bélgica).
Además de su formación como religioso cursó los estudios de Magisterio (Guadalajara, España); se diplomó magna cum laude en Derecho Canónico en Roma; fue licenciado en Filosofía y Letras, sección Filología Románica, por la Universidad de Barcelona; Licenciado y doctor en Misionología summa cum laude por la Pontificia Universidad Gregoriana de Roma. Durante la preparación de este doctorado puso de manifiesto sus dotes de investigador, y precisamente estas dotes cambiaron el itinerario personal que deseaba seguir, misionero, y lo condujeron hacia los orígenes del Instituto, pero siguiendo esa vocación publicó cinco volúmenes con el inventario de documentos relacionados con las misiones de los Hermanos de La Salle en Madagascar y Próximo y Extremo Oriente (Indochina, Japón) desde 1817.
Ejerció como profesor en distintos centros y países: Bettange (Luxemburgo, 1931-1933); Southsea (Inglaterra, 1933-1935); Erquelinnes (Bélgica, 1935-1938); Barcelona-Bonanova (España, 1938-1947 y 1956-1959); Roma, Centro Internacional Lasaliano (1948-1956) y Scuola Vaticana de Paleografía e Diplomática (1978).
Durante los años 1947 a 1955 trabaja en Roma y entre 1959 y 1983 en Reims dedicado a la publicación de «Cahiers Lassalliens» (Cuadernos Lasalianos). En 1983 se instala en Zaragoza (España) para llevar a cabo investigaciones sigilográficas en archivos de distintas catedrales españolas y en 1987 regresa a Francia para retomar en París la publicación de los Cuadernos.
Firmó la mayor parte de su obra como Frère Léon de Marie Aroz, pero acabó haciéndolo como Louis Marie Aroz.
Después de haber pasado la mayor parte de su vida fuera de España, en el año 2003 regresó a su país cuando la comunidad de París en la que vivía se cerró. Vivió primero en el Centro Regional de Madrid y en el año 2005 se retiró a Bujedo, prosiguiendo su trabajo hasta su fallecimiento.
En su testamento manuscrito, fechado en el año 2000 y redactado en francés, entregado en 2004 a su sobrina Mercedes Aroz Ibáñez, con la que mantuvo en sus últimos años una estrecha relación, puso de manifiesto su total ausencia de bienes materiales, que nunca aceptó donación de ningún tipo, y su total servicio al Instituto de La Salle.
Luis Aroz Pascual (Fr. Léon de Marie) fue un hombre inquieto, apasionado, metódico y preciso, y un erudito, pero ante todo fue un religioso, convencido de su vocación de Hermano de La Salle, y que en consecuencia vivió su vida como la de un hombre consagrado a Dios. Cuando cumplió los 70 años, haciendo una reflexión sobre su vida en el Instituto, se mostró crítico con la secularización de la vida religiosa y consideró la posibilidad de ingresar en una orden monástica-contemplativa, la orden cisterciense, no lo llevó a cabo, pero cumplió su deseo pasando los dos últimos años de vida en la Casa de La Salle del Monasterio de Santa María de Bujedo, un bello monasterio premostratense del siglo XII, en un ambiente de paz y recogimiento en plena naturaleza. Falleció a los 95 años de edad y allí reposan sus restos.

## Labor investigadora
Como investigador, él definía su obra como una investigación sobre Antropología religiosa del siglo XVII, siendo un reconocido especialista en dicha disciplina y época. Es autor de 34 manuscritos relativos a la historia del Instituto de La Salle y de su fundador, San Juan Bautista de la Salle, de los que han sido publicados 22 volúmenes. Sobre el fundador, puso de manifiesto su perfil humano descubriendo en su humanidad la verdadera dimensión del hombre santo. Está considerado su más brillante historiador.
Junto a su obra publicada de forma personal hay que sumar su contribución a los «Cahiers Lassalliens» (Cuadernos Lasalianos, CL), una colección de estudios y documentos históricos a la que Aroz aportó su investigación. Entre 1966 y 1981, compuso doce Cuadernos (CL, núm. 26 a 42), en 1983 terminó el CL 51, que aparece en 1989. En 1993, la publicación de «Dix Années de Prétoire» (CL 52) da a conocer las controversias de Juan Bautista con su familia. El CL 53 presenta en 1995 documentos inéditos sobre el canónigo Roland, de quien Juan Bautista de La Salle fue albacea testamentario. Con el CL 54, sobre Jean-Louis, Pierre y Jean-Remy de La Salle, hermanos de Juan Bautista, concluyen, en 1998, sus publicaciones -16 números y 10 000 páginas- en los «Cahiers Lasalliens». Más adelante, de forma personal, publicó en 2003 tres libros sobre diversas ramas de la familia de La Salle en Reims.
La segunda línea de investigación de Aroz fue sobre la Sigilografía en España. Su plan era llevar a cabo el inventario sigilográfico de todas las catedrales españolas, completó el de Aragón y su último estudio fue el de la catedral de León. En el Archivo Histórico Nacional están depositados sus siete volúmenes de la sigilografía española.
Aroz trabajó en 88 archivos de Francia, entre ellos la Bibliothèque Nationale de Paris y los Archivos Nacionales de ese país, en la Biblioteca Vaticana y en distintos archivos españoles, como la Biblioteca Nacional de Madrid y el Archivo Histórico Nacional. Fue miembro de numerosas sociedades científicas, las más relevantes el Centre National de la Recherche Scientifique (CNRS) de París; la Académie des inscriptions et belles-lettres de Reims; la Commission Lasallienne de Recherches historiques; la Asociación de Amigos de los Archivos Nacionales en España.
Su ingente obra, la publicada y la inédita, se encuentra en distintos centros lasalianos: el Archivo de su nombre en Roma, en l'Hôtel de La Salle de Reims, el Archivo del Manhattan College de Nueva York y en los archivos españoles de Madrid, Bilbao y Bujedo.

## Obras
- Pío XII misionero. Roma, 1950 (Premio Universidades Pontificias).
- Expansión misionera del Instituto de los Hermanos de las Escuelas Cristianas desde su origen hasta la promulgación de la constitución Sapienti Consilio (29 de junio de 1908). Reims, 1955.
- Los de la Salle de Reims: magistrados y eclesiásticos. Reims, 1958.
- Les Actes d'état civil de la famille de La Salle. Reims, 1967, 2 Vol.
- Compte de tutelle de Marie, Rose-Marie, Jacques-Joseph, Jean-Lous, Pierre et Jean –Remy par J.-B. de La Salle. Reims, 1967, 4 Vols.
- Gestion et Administration des biens de Jean Louis, Pierre et Jean Remy, frères cadets de J.-B. de La Salle. Reims, 1968.
- Les titres de rente de la succession de Maître Louis de La Salle conseiller au Présidial de Reims. Reims, 1969.
- Les Biens-Fonds des Ecoles Chrétiennes de Reims. Reims, 1971.
- Nicolas Rolan, Jean Baptiste de La Salle et les sœurs de l’Enfant Jésus de Reims. Reims, 1972.
- Etude de Me. Claude Thiénot. Inventaire Numérique détaillé des minutes notariales se rapportant à la famille de La Salle et ses proches apparentés, par … Une lettre inédite de saint Jean-Baptiste de La Salle. Reims, 1972.
- Jean-Baptiste de La Salle. Documents bio-bibliographiques (1583-1950). Reims, 1976.
- Jean-Baptiste de La Salle. Documents bio-bibliographiques (1625-1758). Reims, 1978.
- Jean-Baptiste de La Salle. Documents bio-bibliographiques (1666-1696). Les années d'imprégnation. Reims, 1980.
- Jean-Baptiste de La Salle. Documents bio-bibliographiques (1672-1715). L'administrateur comptable. Reims.
- Histoire de la Famille de La Salle. Madrid, 2003, 3 Vol.
- Manuscritos de sellos de Luis Aroz Pascual. Inventario de sellos eclesiásticos y reales que se encuentran en los archivos de la Basílica de Nuestra Señora del Pilar y la Catedral del Salvador de Zaragoza; en la Colegiata de Daroca ; y en las catedrales de Toledo , León , Huesca , Jaca, Tarazona  y localidades colindantes (La Almunia y Borja). Esta obra está depositada en el Archivo Histórico Nacional en Madrid, 7 Vols.

## Distinciones honoríficas
- Medalla de Oro de la Pontificia Universidad Gregoriana, Roma (1950).
- Medalla de Oro de S.S. Pío XII (1955).
- Commandeur de l'Ordre des Palmes Académiques pour services rendus à la culture française au titre de l'Université (1979).
- Doctor honoris causa en Ciencias Humanas, Manhattan College, New York (1981).